# ESCP Business School
ESCP Business School (fransk: École Supérieure de Commerce de Paris) er en fransk privat business school og Grande école grundlagt i Paris med campusser i flere europæiske lande. Skolen, der blev grundlagt i 1819, er den ældste business school i verden.  Sammen med HEC Paris og ESSEC Business School udgør de tre de "Trois Parisiennes", som er de tre mest prestigefyldte franske business schools. 
ESCP har et PhD-program såvel som adskillige Master-programmer inden for specifikke managementområder, såsom international handel, marketing, finans eller iværksætteri. 
ESCP's programmer har de tre internationale akkrediteringer AMBA, EQUIS og AACSB. Skolen har over 45.000 alumner inden for handel og politik, herunder Patrick Thomas (CEO Hèrmes), Ignacio Garcia Alves (CEO Arthur D. Little), Nicolas Petrovic (CEO Eurostar), samt den tidligere franske premierminister Jean-Pierre Raffarin og den nuværende premierminister Michel Barnier.

## Historie
ESCP blev grundlagt den 1. december 1819 af en gruppe videnskabsfolk og forretningsmænd, herunder økonomen Jean-Baptiste Say og forretningsmanden Vital Roux. ESCP var den første business school i verden, og derfor kan disse to mænd anses for at have opfundet business school’en. Den blev udformet efter den berømte franske École Polytechnique, men var meget mere beskeden til at begynde med, fordi den ikke var statsstøttet. 
ESCP har været international lige fra starten. Klassen fra årgang 1824 talte i alt 118 studerende, hvoraf omkring 30 % var udlændinge, heriblandt adskillige spaniere, brasilianere, hollændere, tyskere, portugisere og amerikanere. Tilegnelse af fremmedsprog var en vigtig del af skolens første undervisningsplan, der indbefattede kurser på fransk, engelsk, tysk og spansk. I 1873 blev ESCP alumnisammenslutning grundlagt. I 1921 fejrede ESCP 100 års jubilæum, der blev forsinket på grund af efterkrigskrisen, i Sorbonne-universitets store auditorium.
ESCP campusser i Det Forenede Kongerige (Oxford, nu London) og Tyskland (Düsseldorf, nu Berlin) blev åbnet i henholdsvis 1974 og 1975. I 1988 fulgte et campus i Madrid, Spanien, og i 2004 åbnede et campus i Torino, Italien. Campusset i Düsseldorf flyttede til Berlin i 1984. I 2005 flyttede ESCP fra Oxford til London. Campusbygningen i London husede tidligere New College – en skole på University of London og en teologisk skole under United Reformed Church.
I 2011 var ESCP medstifter af HESAM, en gruppe af kendte forsknings- og højere uddannelsesinstitutioner inden for humaniora og samfundsvidenskab, organiseret omkring Sorbonne-universitetet.

## Rangeringer
ESCP er ofte rangeret som en af de bedste skoler i Europa og verden inden for erhvervsøkonomi og finansiering. Skolen blev i 2023 placeret som nummer 4 blandt de bedste europæiske business schools af Financial Times. Samme år blev ESCP Business Schools kandidatprogrammer indenfor management placeret som nummer 4 på verdensplan af Financial Times, mens deres kandidater i Finance opnåede en førsteplads. ESCP har ligeledes fået en 3. plads på verdensplan for dens Executive MBA. Ifølge QS World University Rankings er ESCP’s kandidatuddannelser i management placeret som nummer 8 på verdensplan og nummer 4 inden for marketing.

## Partnerskaber
ESCP har partnerskaber med en række ledende universiteter og business schools, hvor studerende har mulighed for udveksling og double degrees. Heriblandt MIT, Cornell University, Columbia University, New York University, Sorbonne, CentraleSupelec, École Nationale d'Administration, London Business School, Imperial College, Humboldt, Copenhagen Business School og flere.